# College (métro de Toronto)
College est une station de la ligne 1 Yonge-University du métro, de la ville de Toronto en Ontario au Canada. Elle se situe au 448 de la rue Yonge, à hauteur de College Street et Carlton Street.

## Situation sur le réseau
Établie en souterrain, la station College de la ligne 1 Yonge-University, précède la station Dundas, en direction du terminus Vaughan Metropolitan Centre, et elle est précédée par la station Wellesley, en direction du terminus Finch.

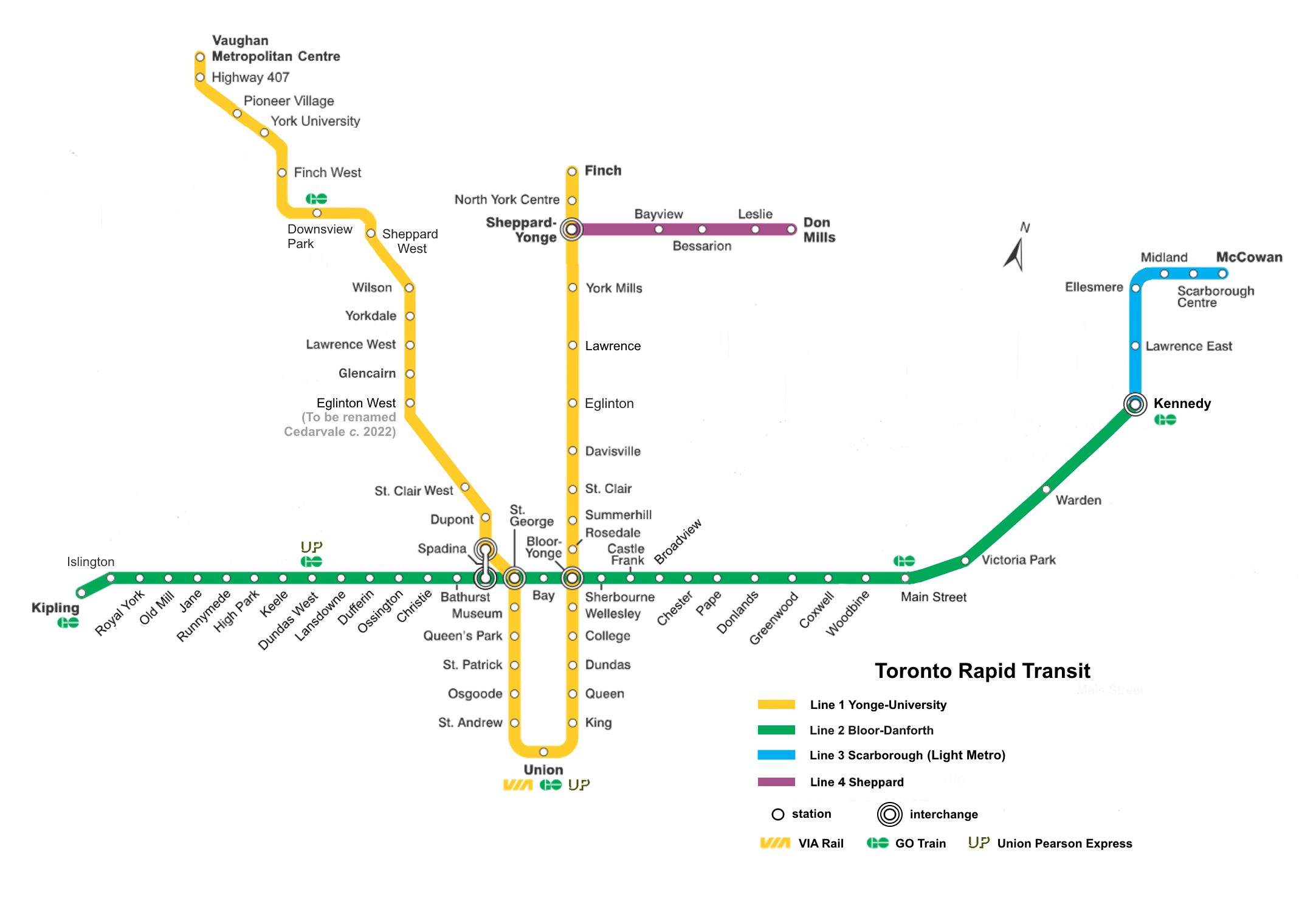
Plan du métro de Toronto (2018).

## Histoire
La station College est mise en service le 30 mars 1954.
Durant l'année 2009-2010 elle a une fréquentation moyenne de 49 340 personnes par jour.

## Services aux voyageurs

### Intermodalité
La station permet la correspondance avec la ligne 506 Carlton du tramway de Toronto.

## Art
La station possède deux murales décorative à l'honneur de l'émission Hockey Night in Canada.

## À proximité
- Université Ryerson
- Quartier Général de la Police de Toronto
- Maple Leaf Gardens
- College Park (en)